# إد عبد القادر (وجان)
إد عبد القادر هو دُوَّار يقع بجماعة ويجان، إقليم تيزنيت، جهة سوس ماسة في المملكة المغربية. ينتمي الدوّار لمشيخة وجان التي تضم 18 دوار. يقدر عدد سكانه بـ 543 نسمة حسب الإحصاء الرسمي للسكان والسكنى لسنة 2004.

## روابط خارجية
- البوابة الوطنية للجماعات الترابية
- المندوبية السامية للتخطيط